# Giro della Provincia di Reggio Calabria 1970
Il Giro della Provincia di Reggio Calabria 1970, trentunesima edizione della corsa, si svolse il 22 marzo 1970 su un percorso di 247 km, con partenza e arrivo a Reggio Calabria. La vittoria fu appannaggio del belga Walter Godefroot, che completò il percorso in 6h19'10", alla media di 39,133 km/h, precedendo l'italiano Luigi Sgarbozza e il connazionale Patrick Sercu.

## Ordine d'arrivo (Top 10)
| Pos. | Corridore        | Squadra           | Tempo    |
| ---- | ---------------- | ----------------- | -------- |
| 1    | Walter Godefroot | Salvarani         | 6h19'10" |
| 2    | Luigi Sgarbozza  | Dreher            | s.t.     |
| 3    | Patrick Sercu    | Dreher            | s.t.     |
| 4    | Vito Taccone     | Cosatto-Marsicano | s.t.     |
| 5    | Franco Bitossi   | Filotex           | s.t.     |
| 6    | Luciano Soave    | Dreher            | s.t.     |
| 7    | Mauro Simonetti  | Ferretti          | s.t.     |
| 8    | Costantino Conti | Scic              | s.t.     |
| 9    | Ugo Colombo      | Filotex           | s.t.     |
| 10   | Fabrizio Fabbri  | Filotex           | s.t.     |